# أنطوان كلوت
أنطوان براثيليمي كلوت  (بالفرنسية: Antoine Barthelemy Clot)‏ (7 نوفمبر 1793، جرينوبل - 28 أغسطس 1868، مارسيليا) المعروف باسم كلوت بك، وهو طبيب فرنسي قضى معظم حياته في مصر، بعدما عهد إليه محمد علي باشا بتنظيم الإدارة الصحية للجيش المصري، وصار رئيس أطباء الجيش. منحه محمد علي باشا لقب «بك» تقديرًا لجهوده في النهضة الطبية التي أحدثها في مصر.
أقنع كلوت بك محمد علي باشا، بتأسيس «مدرسة الطب» في أبي زعبل عام 1827، تولى إدارتها، وكانت أول مدرسة طبية حديثة في الدول العربية، وكانت تضم 720 سريرًا، والتي نقلت بعد ذلك إلى قصر العيني، والذي غلب على اسمها فأصبحت تعرف باسم القصر العيني. أُلحق بها مدرسة للصيدلة، ثم أخرى لتخريج القابلات.

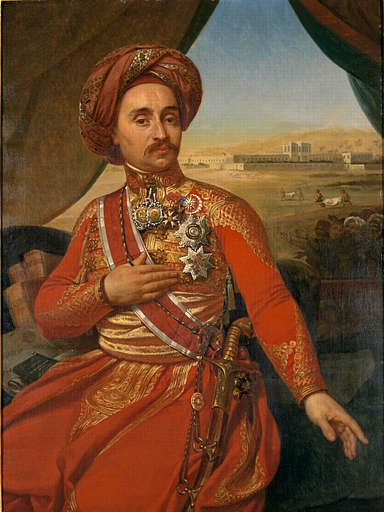
كوت بك بالزي العسكري

بذل كلوت بك جهودًا كبيرة في مقاومة الطاعون الذي حل بالبلاد عام 1830. وعُنيَّ بتنظيم المستشفيات وهو الذي أشار بتطعيم الأطفال ضد الجدري. وفي عام 1847، كان كلوت بك أول من استخدم البنج في مصر في عملياتٍ خاصة بالسرطان والبتر. أثرى كلوت بك المكتبة الطبية العربية، بالعديد من المؤلفات الطبية.
في عام 1849، عاد إلى مرسيليا، بعد أن ساد مصر حالة من الإهمال في عهد عباس حلمي الأول، ورغم ذلك، عاد إلى مصر عام 1856، في عهد محمد سعيد باشا الذي قرر إعادة افتتاح مدرسة الطب في احتفالٍ ضخم. وفي عام 1858، عاد كلوت بك إلى فرنسا لاعتلال صحته، وتوفي في مرسيليا عام 1868.
كُرمَّ بإطلاق اسمه على شارعين في القاهرة وجرينوبل. صدر كتابٌ عنه باللغة الفرنسية تحت عنوان «Clot Bey Médecin de Marseille» والتي تعني «كلوت بك طبيب من مرسيليا»، وهو من تأليف أحد أحفاده كريستيان جان ديبوا (بالفرنسية: Christian Jean Dubois)‏.